# Hydrillodes poiensis
Hydrillodes poiensis är en fjärilsart som beskrevs av Louis Beethoven Prout 1928. Hydrillodes poiensis ingår i släktet Hydrillodes och familjen nattflyn. Inga underarter finns listade i Catalogue of Life.